# 一瀬恵菜
一瀬 恵菜（いちのせ けいな、7月7日 - ）は、日本の女性タレント。東京都出身。BUZZin所属。

## 来歴
立教大学 現代心理学部卒業。大学時代は乗馬サークルに所属。
2018年5月2日　馬事文化応援アイドル「桜花のキセキ」第一期生として船橋競馬場でステージデビュー。
デビューシングルは「生命の桜花」。船橋競馬の予想トークショーや、ビギナーズカウンターの講師などを務める。
渋谷クロスFMにて毎週『Girls Horse Times Radio』放送。
2018年12月　青山Future SEVENにて主催ライブ『Horse Culture Lovers vol.1』
2019年5月　渋谷LOFT HEAVENにて「桜花のキセキ1周年記念ライブ」
2019年8月　「馬を愛するすべての方を笑顔に」をコンセプトに船橋競馬場でライブを行う。
2019年11月　「東京メガイルミ」(大井競馬場)にてLIVE
2022年4月　「地方競馬アンバサダー」就任。
2022年8月　新型コロナウイルスの影響で帯広競馬場特設ステージにて久々に競馬開催日のライブパフォーマンスを行う。
2022年10月　ウインズ銀座 ザ・ラウンジにて『桜花のキセキと学ぶ競馬セミナー』の講師を務める。
2023年3月18日　渋谷CHIC HALLにて『桜花のキセキ ラストライブ』を行い、3月末グループ解散。
解散後、桜花のキセキ楽曲収録アルバムがサブスクにて配信された。
2023年4月　BUZZin所属。個人での活動を始める。
2023年7月　誕生日に自身のオフィシャルページが開設された。
2023年11月　JBCメディアキャラバンで専門誌7社へPR活動を行った。
2024年6月　東京ダービーメディアキャラバンで専門誌7社へPR活動を行った。

## 人物
一口馬主で競馬好きな父の影響で、幼いころから競馬に親しむ。幼少期の頃、クロフネの武蔵野ステークスを見てから、白いお馬さんという概念が競走馬としての意識に変わる。毎年募集馬カタログを広げ、父に推し馬をプレゼンし、却下された馬がGI3勝をあげたドリームジャーニーだったことから、出資馬選びに本格的に参加。2005年クラシック世代が好きで、父の出資馬ローゼンクロイツを夢中で応援。小学生の時にディープインパクトの走法を独自に研究し、なんとか弱点を探そうとしていた。家族の募集馬検討会で初めて満場一致となった出資馬がディープブリランテで、馬名募集時に父から名前を考えるように言われ、応募した名前が採用された。毎年誕生日にはファンが協賛レースを各競馬場で開催してくれている。2021年の誕生日には、名古屋競馬7R「馬と創るキセキ!一瀬恵菜生誕祭」が行われた。2023年の誕生日当日に、川崎競馬公式LIVEのスパーキングトークLIVE GOLDに出演し、サプライズで誕生日のお祝いをされた。また、同チャンネルの別番組（スパーキングトークLIVE PRO）にMCとして出演した際に、メインレースの鎌倉記念で三連単551倍を的中し、開催のハイライトシーンが選ばれるYouTubeショート動画に選出された。レギュラー出演中のウマきゅんでも三連単444倍を的中し、MVPに選出された。その際、配信内でマキバオーのモノマネを披露し好評を得た。

## 出演
太字は継続レギュラー番組
2020年
- 「東京大賞典Live配信」隔週にてnetkeibaで全頭診断生配信

2021年
- 「農林水産大臣賞典第53回ばんえい記念キャンペーンキャラクター」
- 「ばんば塾」レギュラー[23]
- 「香港国際競走予想攻略TV」@netkeiba

2022年
- 「重賞ベスト3」MC毎週土曜配信@netkeiba[24]
- 「まるごと必勝チャンネル」月2回MC @netkeiba[25]
- 「一瀬恵菜の調教トップ5」毎週木曜配信@netkeiba[26]
- 「ばんえいグランプリ」ニコ生、イベント出演@帯広競馬場

2023年
- 「ニッポンアイドル境界線 in 大井競馬場2023〜New year premium〜」
- 「楽天競馬presents【重賞予想ダービー】」
- 「ばんえい記念直前!十勝帯広女子会」MC
- 「ウマきゅん」レギュラー出演
- 「 岩手競馬Live【ハヤテTV】」MC
- 「ばんスタ」
- 「ばんスタ延長戦」
- 「ウラわーるど～しらさぎ賞～」
- 「ウラわーるど～トワイライトカップ～」
- 「川崎競馬スパーキングトークLIVE GOLD」ゲスト出演
- 「川崎競馬スパーキングトークLIVE PRO～鎌倉記念～」ゲストMC出演
- 「岩手競馬DGショータイム～マーキュリーカップ編」グリーンチャンネル
- 「岩手競馬DGショータイム～クラスターカップ編」グリーンチャンネル
- 「岩手競馬DGショータイム～マイルチャンピオンシップ南部杯編」グリーンチャンネル
- 「ヨルノヲケイバ」高知競馬YouTube
- 「WEBハロンスペシャル座談会　ダート競馬の未来～教えて古谷先生～」[27]
- 「馬体派 田井秀一記者が教えるパドック馬券術」netkeibaTV
- 「ゼロからわかる!はじめての競輪入門　〜競馬との違いから学ぼう〜」netkeirin[28]

2024年
- 「鮫島克駿のサメ活」MC　netkeiba[29]
- 「ばんえい競馬を楽しみまSHOW」netkeiba[30]
- 「ホースコミュニケーションリーディング」ときがわホースケアガーデン[31]

### イベント
- 「エキマエ競馬MTG」スタンピーズカフェ&ダイニングバー[32]
- 「ウマきゅん出張予想ステージ」レディスプレリュード[33]
- 「JBCオフト大郷オータムフェス」イベントMC[34]
- 「年末3重賞予想ステージ」大井競馬場[35]
- 「羽田盃予想トークショー」大井競馬[36]
- 「帝王賞予想トークショー」大井競馬[37]
- 「日本ダービー予想トークショー」オフト大郷

### ラジオ
- 「鈴木淑子の地球は競馬でまわってる」ラジオNIKKEI第1[38]
- 「FM北海道 AIR-G’【Be My Radio】」
- 「ラジオNIKKEI第1 日本テレビ盃中継」[39]

### 書籍
- 「アイドルホース列伝1970-2021」星海社　2021年　ISBN 978-4-06-523926-1
- 「対談記事掲載」@サラブレ掲載
- 「おもひでの名勝負～2020年コントレイル」週刊競馬ブック[40]

### コラム
- 「一瀬恵菜の“イチ”POG」丹下俱楽部[41]
- 「帯広記念」予想記事@netkeiba[42]
- 「Loveuma.」記事掲載[43]
- 「目黒貴子のアツアツ交遊録」4週連載[44]
- 「うまレター8月号」ばんえい十勝NEWS[45]
- 「有識者によるマイルチャンピオンシップ南部杯予想」
- 「うまレター4月号（vol.202）」ばんえい十勝NEWS[46]

### エッセイ
- ユニオンオーナーズクラブ　会報誌「マイホース」[47][48]

### ニュース
- ばんえい記念予想「世界一長いひとハロン」は今年も総決算 ～一瀬恵菜の注目はリベンジに燃える一頭～[49]